# Antonia Dickertová-Noháčová
Antonia Dickertová-Noháčová (7. října 1862 Praha – 12. května 1946 Praha) byla česká pedagožka, spisovatelka a překladatelka.

## Životopis
Rodiče Antonie byli: Josef Nohačz (1836–1913) a Josefa roz. Bauschová.(1833–1876). Měla čtyři sourozence: Josefa (1860–1917), Karolínu Ženíškovou (1866–1938), Emilii (1868) a Eduarda (1873). Po smrti matky se otec r. 1876 oženil s Barborou Pešantovou, se kterou měl 9 dětí.
Antonia studovala ve Vídni a ve Švýcarsku. Působila jako ředitelka Ústavu řečí a hudby v Buenos Aires. Tam se roku 1898 provdala za říšsko-německého důstojníka Dickerta. Po manželově smrti (1907) se vrátila do Prahy. 
Zde působila jako soukromá učitelka francouzštiny, němčiny, španělštiny a portugalštiny. Na Karlově univerzitě se roku 1920 stala první ženou-lektorkou. Vyučovala i na Ruské národní univerzitě a na Vysoké škole obchodní. Byla členkou Ústavu španělského a Ústavu iberoamerického, autorkou španělských spisů o Československu a překladatelkou mj. Jaroslava Vrchlického a Julia Zeyera do španělštiny. 
V Praze XII bydlela na adrese Kanálská 1.

## Dílo

### Spisy
- Música Checa – 1924
- La Industria Checoslovaca (1928)
- Checoslovaquia – 1930
- Masaryk

### Překlad
- Spis o nových zemích a o Novém světě; bibliofilie; souběžný anglický a španělský text – Amerigo Vespucci [Mikuláš Bakalář činný 1498–1513]; Cyrill Antonín Straka; překlad anglický pořídil H. J. Cheshire, španělský Antonia Dickertová; typografická úprava Karel Durynk; výtisky na japonu a na papíře holandském jsou číslovány a svázány do kůže Antonínem Škodou podle návrhu Karla Votlučky. Praha: Vincenc Svoboda a Antonín Škoda, 1926